# Jaispitzer Hügelland
Das Jaispitzer Hügelland (tschechisch: Jevišovická pahorkatina) ist ein geomorphologischer Komplex innerhalb der Böhmisch-Mährischen Höhe in Tschechien. Die höchste Erhebung Zadní hora ist 634 m hoch.
Das Jaispitzer Hügelland befindet sich im Südosten der Böhmisch-Mährischen Höhe und grenzt an Österreich. Der Untergrund besteht aus kristallinen Schiefern und Graniten, die von Flüssen durchschnitten werden oder sanfte Höhenzüge ausgebildet haben.